# Амбарцумов, Дмитрий Евгеньевич
Димитрий Евгеньевич Амбарцумов (20 июля 1948, Москва — 11 июня 2010, Всеволожск, Ленинградская область) — священнослужитель Русской православной церкви, митрофорный протоиерей.
Внук священномученика Владимира Амбарцумова. Церковный деятель, основатель восьми храмов в Санкт-Петербургской епархии, настоятель ряда храмов во Всеволожском районе Ленинградской области.

## Происхождение
Из семьи потомственных священников. Сын протоиерея Евгения Амбарцумова, внук священномученика протоиерея Владимира Амбарцумова. Племянник и крестник Лидии Владимировны Каледы (Амбарцумовой), жены протоиерея Глеба Каледы, впоследствии монахини Георгии.

## Жизнеописание
Родился 20 июля 1948 года в Москве. В раннем детстве вместе с родителями переехал из Москвы в Ленинград.
В 1950-е годы вместе с отцом и братом Алексием посетил Псково-Печерский монастырь, где старец иеросхимонах Симеон (Желнин) благословил будущего отца Димитрия на служение.
В 1967 году окончил 139-ю школу Ленинграда.
После школы несколько месяцев учился в Педиатрическом институте, затем ушёл в армию.
В 1967—1970 годы служил на Северном флоте. Окончил службу старшиной 1-й статьи.
После демобилизации поступил в Ленинградскую духовную семинарию.
15 июля 1971 года в Ленинграде епископом Тихвинским Мелитоном (Соловьёвым) был обвенчан с Еленой Анатольевной Алексеевой, с которой прожил всю жизнь и от которой имел 11 детей.
4 июля 1973 года рукоположен в сан диакона митрополитом Ленинградским Никодимом (Ротовым) в Благовещенской церкви в Серебряном бору в Москве, где находилась резиденция митрополита Никодима как главы ОВЦС.

## Семья и дети[2]
- Амбарцумов, Илья Дмитриевич (род. 9 апреля 1972 года) священник РПЦ, настоятель храма во имя св. великомученицы Варвары в пос. Рахья Всеволожского района Ленинградской области.
- Амбарцумов, Иаков Дмитриевич (род. 23 октября 1973 года) священник, настоятель храма во имя святителя Николая Чудотворца в пос. им. Свердлова Всеволожского района Ленинградской области (сменил отца на посту настоятеля).
- Амбарцумов, Евгений Дмитриевич
- Горбунова (Амбарцумова) Ольга Дмитриевна — жена священника Константина Горбунова, клирика Выборгской и Приозерской епархии.
- Амбарцумова, Мария Дмитриевна
- Амбарцумов, Андрей Дмитриевич
- Амбарцумов, Сергей Дмитриевич
- Амбарцумов, Серафим Дмитриевич
- Амбарцумова, Наталия Дмитриевна
- Амбарцумова, Екатерина Дмитриевна
- Амбарцумов, Николай Дмитриевич — (род. 30 марта 1988 года) священник РПЦ